# Trichesthes calculiventris
Trichesthes calculiventris är en skalbaggsart som beskrevs av Saylor 1935. Trichesthes calculiventris ingår i släktet Trichesthes och familjen Melolonthidae. Inga underarter finns listade i Catalogue of Life.